# The Oregon Trail (film 1936)
The Oregon Trail è un film del 1936 diretto da Scott Pembroke.
Film western statunitense con John Wayne, Ann Rutherford e Joseph W. Girard, è considerato perduto.

## Produzione
Il film, diretto da Scott Pembroke su una sceneggiatura e un soggetto di Lindsley Parsons e Robert Emmett Tansey, fu prodotto da Trem Carr per la Republic Pictures e girato nelle Alabama Hills a Lone Pine in California dal 14 dicembre al 23 dicembre 1936. Il titolo di lavorazione fu Trail's End.

## Distribuzione
Il film fu distribuito negli Stati Uniti dal 18 gennaio 1936 al cinema dalla Republic Pictures.
Alcune delle uscite internazionali sono state:
- nel Regno Unito nell'aprile del 1936
- in Danimarca il 20 dicembre 1936 (Præriens blaa Drenge)
- in Portogallo il 6 dicembre 1937 (A Barreira de Fogo)
- in Grecia (Atromitos ekdikitis)
- in Brasile (O Regimento Sinistro)